# Undergang
 (novembre 2009).
Si vous disposez d'ouvrages ou d'articles de référence ou si vous connaissez des sites web de qualité traitant du thème abordé ici, merci de compléter l'article en donnant les références utiles à sa vérifiabilité et en les liant à la section « Notes et références ».
Cédric Gleyal, aka Undergang, est un auteur-compositeur-interprète français qui a pour particularité de fusionner les genres dubstep, rock, breakbeat, hip-hop, trip hop, drum and bass et metal en one-man-band.
Repéré par le Printemps de Bourges  et l'émission Tracks sur Arte, Undergang est une sorte d'OVNI de la scène electro rock. Seul sur scène il scratche, chante en français et en anglais, joue de la batterie, de la guitare avec un looper et gère ses programmations machines.
Surnommé « la Pieuvre » par rapport à sa polyvalence et à son hyperactivité qui ont fait sa réputation scénique, il se produit en France et en Europe.
En janvier 2011, il rejoint le groupe La Phaze en tant que machiniste, guitariste et chanteur pour la dernière tournée du groupe.
En décembre 2015, il sort un nouvel album, Live, enregistré au Metronum de Toulouse.
En parallèle de son projet Undergang, Cédric est réalisateur de clips vidéo sous le nom de Uriprod Vidéo et il réalise des mixages, masterings, arrangements et compositions pour d'autres artistes. Il est aussi compositeur pour de l'illustration musicale dans divers genres.

## Prestations
- Festivals : Skabazac, Garorock, Printemps de Bourges, Reggae Sun Ska, Festoléron, Freeze Music, Cosmopolite, Metiz'Art, Davignac, Act'2
- Salles : Boule Noire, Scène Bastille, Flèche d'Or, Astrolabe, Aéronef, Le Bikini, VIP, Rockstore, Glazart, Usine à Chapeaux, Rio Grande, BT59, Le Bœuf sur le toit (Lons)...
- Radios : Le Mouv', France Inter, Ouï FM, Radio Néo, Ferarock...
- Télévision : Arte, France 3, M6, TLT...

## Discographie

### Albums
- Live (2015) / Uriprod
- Hang On (2014) / Uriprod / La Baleine
- Du son sur les mains (2010) / Elp!Records / Mosaic
- Rue du Maroc (2007) / Expressillon / Discograph
- Alter Native (2005) / Vapeur Orange / Mosaic
- Mini Ep (2003) / Khilim Musiques

### Compilations
- Alternatif Dancefloor (2007) / Compil Follow Me, Follow Me / Nocturne, titre inédit Exprim Watt
- Talents Scène (2004) / Compil Printemps de Bourges, Réseau Printemps, titre Larsen

### Remixes
- 2015 : Ghost Fever, Redmoney
- 2015 : Red, Budapest
- 2014 : Belly, Naive
- 2014 : Comme On Vibre, Sidilarsen
- 2014 : Overage, Dirty Fonzy
- 2013 : Amparo Under, Guts Pie Earshot
- 2009 : Diaspora Remixed, Watcha Clan, Warner / Piranha, titre Diaspora Dub
- 2006 : Réactivation numérique, Sidilarsen, Active / Pias, remix La Fibre
- 2006 : Re-Processed, High Tone, Jarring Effects / Pias, scratch on Interlope remix Mental Reaktion